# Wae Ireoni
Wae Ireoni (kor. 왜 이러니, ang. Why Are You Being Like This?) – singel południowokoreańskiej grupy T-ara. Wspólnie z singlem Yayaya promował pierwszy minialbum Vol.2 Temptastic. Został wydany cyfrowo 23 listopada 2010. Osiągnął 2 pozycję na liście Gaon Chart i sprzedał się w nakładzie 21 294 egzemplarzy. Utwór osiągnął 4 pozycję na liście Gaon Chart. Według danych Gaon utwór został pobrany 1 058 623 razy w Korei Południowej.
Jest to pierwsze wydawnictwo zespołu z nową, siódmą członkinią Hwayoung. Utwór został napisany przez Yangpa i wyprodukowany przez Kim Do-hoon i Lee Sang-ho, jest inspirowany muzyką synthpop z lat 80. XX wieku. Teledysk został wyreżyserowany przez Lee Dae-jin.
Utwór został nagrany ponownie w języku japońskim i znalazł się na albumie Jewelry box.

## Lista utworów
| Nr | Tytuł                         | Słowa                | Kompozycja               | Aranżacja   | Czas |
| -- | ----------------------------- | -------------------- | ------------------------ | ----------- | ---- |
| 1. | "Wae Ireoni" (kor. 왜 이러니) | Lee Eun-jin (Yangpa) | Kim Do-hoon, Lee Sang-ho | Lee Sang-ho | 4:00 |

## Notowania
| Lista                      | Pozycja |
| -------------------------- | ------- |
| Gaon Weekly Digital Chart  | 4       |
| Gaon Monthly Digital Chart | 7       |
| Gaon Monthly Digital Chart | 155     |